# Council of Ex-Muslims of Britain
Council of Ex-Muslims of Britain är den brittiska grenen av Zentralrat der Ex-Muslime. Den bildades i Westminster 22 juni 2007. CEMB skriver i sitt manifest att de inte vill bli representerade av regressiva ledare i det muslimska civilsamhället. Föreningen bekänner sig till rationellt tänkande, allmängiltiga rättigheter och sekularism. Föreningens grundande sponsrades av The British Humanist Association och National Secular Society. En nyckelperson och talesperson i föreningen är Maryam Namazie. Hon hotades efter att ha grundat organisationen.
Enligt en intervju i The Guardian uppger föreningen att de hjälper cirka 350 personer om året varav flertalet har hotats på grund av att de lämnat islam, antingen av sina egna familjemedlemmar eller av islamister.
Manifestet beskriver krav som att rätten att kritisera religion, separation av religion och stat och att skydda barn ifrån manipulering och illabehandling i religionens namn och av religiösa institutioner.[källa behövs]
I december 2015 startade CEMB en kampanj för att lämna religionen med hjälp av hashtaggen #ExMuslimBecause, där muslimer berättade om varför de lämnat sin religion.